# Kornen

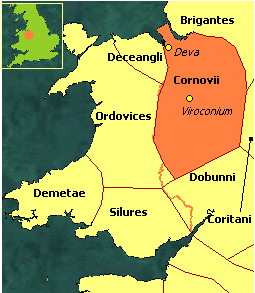
Karte

Die Kornen (lateinisch: Cornovii) waren ein keltischer Stamm, der seinen Stammsitz in dem Gebiet der heutigen Grafschaft Shropshire in England hatte. Die Kornen sind vor allem aus römischer Zeit bekannt. Vor der römischen Eroberung Britanniens treten sie so gut wie nicht in Erscheinung. Aus ihrem Gebiet gibt es keine Münzprägung (die von anderen keltischen Stämmen Britanniens bekannt ist) und auch die materielle Kultur dieser Gegend zeigt kaum Eigentümlichkeiten, die man einem bestimmten Stamm zusprechen kann.
Die erste antike Quelle, die die Kornen als Civitas erwähnt ist die Geographike Hyphegesis (II, 3, 19) von Ptolemäus. Er erwähnt explizit zwei Städte, nämlich Viroconium und Castra Devana (Chester), Letztere als Standort der Legio XX Victrix. In der Folgezeit wird die Civitas mehrmals bei antiken Autoren genannt, meist in geographischen Werken. Ihr Hauptort war Viroconium. Eine dort gefundene Inschrift bestätigt diese Identifizierung. Es handelt sich um eine Widmungsinschrift der Civitas Cornoviorum an Kaiser Hadrian. Der Name des Stammes erscheint auch auf einem Grabstein aus Ilkley, wo die dargestellte als C(ivis) Cornovia, also als Bürgerin der Kornen bezeichnet wird.

## Der keltische Stamm
Vor allem einige Hillforts können als Hinterlassenschaften der Kornen angesehen werden. Die drei größten sind Titterstone Clee, Chesterton Walls und Bury Ditches. Nur das Erstere wurde bisher archäologisch untersucht. Es ist circa 28 Hektar groß und liegt in den Clee-Hügeln, die es dominiert. Hier konnten vor allem bedeutende Maueranlagen gefunden werden. Auffallenderweise wurde keine Keramik gefunden. Drei Phasen konnten unterschieden werden, die um 300 bis 200 v. Chr. datiert werden. Ein kleineres Hillfort wurde auf dem Wrekin angegraben. Es fanden sich wiederum Befestigungen, aber auch Siedlungsspuren, die zeigen, dass der Ort bewohnt war. Der Ort wurde durch Feuer zerstört, das aus chronologischen Gründen wahrscheinlich auf die römische Eroberung zurückgeht. Neben den Hillforts gibt es auch Reste von Siedlungen auf dem flachen Land. Bei Weeping Cross wurde eine dieser Siedlungen zum Teil ausgegraben. Die dortigen Leute lebten in runden, und manchmal rechteckigen Hütten, die von Einzäunungen mit Gräben umgeben waren. Die Funde sind ärmlich und selbst Metall ist kaum belegt. Insgesamt machen die materiellen Hinterlassenschaften der Kornen zur keltischen Zeit einen eher ärmlichen Eindruck und können kaum mit denen keltischen Stämmen im Südosten Englands verglichen werden.

## Die Civitas Cornoviorum
43 n. Chr. wurden Teile von Britannien von den Römern erobert. Das Gebiet der Kornen gehörte aber nicht zu den Regionen, die sofort unter römische Kontrolle kamen. Die genauen Umstände der Machtübernahme in den folgenden Jahren ist nicht überliefert. Allerdings schon unter Publius Ostorius Scapula, der Statthalter von 47 bis 52 n. Chr. in Britannien war, lag die Grenze bei Wales, so dass kurz vorher auch die Kornen unterworfen wurden. 300 Meter südlich des späteren Viroconiums anstand ein Militärlager, in dem vielleicht eine Kohorte von Thrakern einquartiert wurde. In der Umgebung fanden sich weitere Lager, die vermuten lassen, dass diese Region Aufmarschgebiet für die Eroberung von Wales war. Am Boudicca-Aufstand um 60 n. Chr. waren die Kornen wahrscheinlich nicht beteiligt. In etwa dieser Zeit wurde in Viroconium die Legio XIIII Gemina einquartiert, die im Jahr 67 von der Legio XX Valeria Victrix abgelöst wurde, die wiederum um 90 n. Chr. abzog. Das zuvor unter militärischer Verwaltung liegende Gebiet wurde damit einer zivilen Verwaltung unterstellt. In der Folgezeit kam es zur Gründung der eigentlichen Stadt Viroconium und damit auch zur Gründung der Civitas. 197 wurde die Provinz Britannien in zwei kleinere Provinzen unterteilt. Die Civitas der Kornen gehörten wahrscheinlich nun zu der Provinz Britannia inferior mit der Hauptstadt Eboracum (York), obwohl die genauen Provinzgrenzen immer noch in der Forschung diskutiert werden. Am Ende des dritten Jahrhunderts gab es eine weitere Teilung der britischen Provinzen. Die Kornen gehörten nun wahrscheinlich zu der Provinz Britannia prima.

## Das Gebiet
Es bereitet einige Schwierigkeiten, das Gebiet der Civitas genau zu bestimmen. Die römische Civitas mag nicht unbedingt mit dem Gebiet des keltischen Stammes übereingestimmt haben, da die Römer aus praktischen Gründen Vereinfachungen vornahmen und auch kleinere Stämme größeren einverleibten. Im Norden grenzte das Gebiet an die Briganten, im Osten an die Coritani und im Süden an die Dobunni. Insgesamt mögen die Grenzen im Osten und Süden ungefähr mit denen der Grafschaft Shropshire übereinstimmen. Im Westen und Norden gingen sie aber mit einiger Sicherheit darüber hinaus. Insgesamt ergibt sich ein sehr großes Gebiet und es gibt Überlegungen, ob es noch eine weitere Civitas auf diesem Gebiet gab, die bisher noch nicht entdeckt ist.
Die Orte der Civitas sind durch mehrere wichtige Straßen verbunden gewesen. Die wichtigste von ihnen führte von Süden nach Norden und ist heute als die Watling Street bekannt. Sie kam von Portus Dubris (Dover), führte über London und Verulamium bis nach Viroconium und darüber hinaus vielleicht sogar bis Castra Devana. Es handelte sich um eine der wichtigsten Verkehrsverbindungen im römischen Britannien. Eine andere wichtige Straße kam von Osten und verband Letoceum, Pennocucium, Uxacona mit Viroconium und ging weiter nach Wales.

### Die Städte

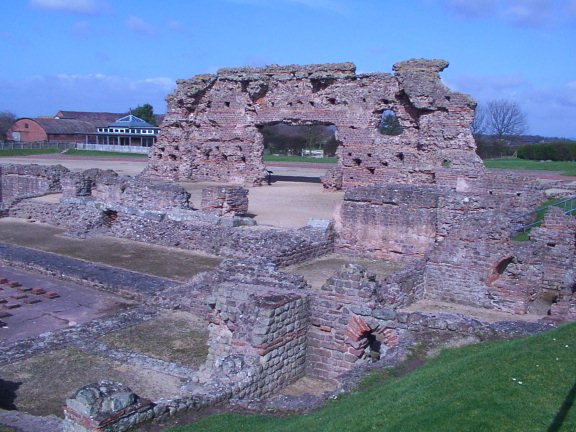
Reste des antiken Bades in Viroconium

Auf dem Gebiet der Civitas gab es mehrere Orte, von denen einige als Städte bezeichnet werden können. Viroconium war der Hauptort und hatte verschiedene öffentliche Gebäude, wie sie typisch für den Hauptort einer Civitas sind. Hier ist vor allem das Forum zu nennen. Die Stadt hatte Stadtmauern und einen Stadtplan mit sich rechtwinkelig kreuzenden Straßen. Eine bedeutende Stadt entwickelte sich auch neben dem Legionslager von Castra Devana, obwohl sie verwaltungstechnisch wahrscheinlich erst nach dem Abzug der Legionäre zu der Civitas gehörte.
Die zweite wichtige Stadt war Mediolanum. Die Stadt lag auf dem halben Weg zwischen Viroconium und Castra Devana. Der Ort hatte eine Stadtmauer und es konnten Steinbauten gefunden werden. Letocetum war eine weitere kleine Stadt. Sie lag an der Watling Street. Hier konnte ein Mansio ausgegraben werden. Es fand sich auch ein öffentliches Bad. Zwei weitere Orte werden im Itinerarium Antonini genannt. Es handelt sich um Pennocrucium und Uxacona. Der Letztere Ort besaß auch ein kleines Militärlager und wurde im vierten Jahrhundert zu einem Burgus ausgebaut.

### Das Land
Landwirtschaft spielte sicherlich eine wichtige Bedeutung in der Civitas, doch sind bisher vergleichsweise wenig römischen Villen aus dem Gebiet bekannt. In einer Untersuchung zu den römischen Villen Britanniens konnten gerade einmal neun Villen gezählt werden. Aus der Civitas der Dobunni sind dagegen 65 Villen bekannt. Dies hat zur Vermutung geführt, dass die Landwirtschaft hier nicht sehr hoch entwickelt war. Doch gibt es auch die These, dass viele reiche Landbesitzer in dem Hauptort Viroconium und nicht auf dem Land lebten. Ferner mögen viele Villen bisher einfach noch nicht gefunden worden sein.
- Folgende Villen sind bisher bekannt:
  - Lea Cross (1793 zum Teil ausgegraben, Fund eines Mosaiks)
  - Cruckton (kleiner Bau mit vier Räumen)
  - Yarchester (teilweise ausgegraben)
  - Acton Scott (1844 ausgegraben)
  - Rushbury (nur von Oberflächenfunden bekannt)
  - Stanton Lacy (1924 zum Teil ausgegraben)
  - Hales (1928, 1966–1967 zum Teil ausgegraben)
  - Engleton (zum großen Teil ausgegraben, Mosaik)
  - Stanchester (Villa wird vermutet)
  - Upton Cressett (nur Keramik von der Erdoberfläche aufgesammelt)

Die Villa von Yarchester liegt ca. 10 km südöstlich von Viroconium. Der Bau datiert vielleicht in das vierte Jahrhundert. Bei der Villa von Acton Scott handelt es sich um einen großen rechteckigen Bau mit einem Bad und einer reichen Ausstattung an Wandmalereien. Substanzielle Ausgrabungen fanden auch bei der Villa von Engleton statt, bei der es sich um einen Bau mit gerundeten Eckrisaliten handelt. Die Villa hatte ein Bad und mehrere Räume mit Hypokausten.
Daneben gab es noch kleinere Bauernhöfe, die meist an einer sie umgebenden Einfriedung erkennbar sind. Hier lebte die ländliche Bevölkerung, oftmals in einer Art und Weise, die wenig vom römischen Lebensstil beeinflusst war. Die meisten dieser Bauernhöfe sind nur von Luftphotographien bekannt und deshalb schwer datierbar. Ein ausgegrabenes Beispiel ist ein Bauernhof (oder Teil eines Dorfes), der bei dem Sharpstones Hill gefunden wurde. Innerhalb eines Rechteckes, das von einem Graben umgeben war, stand eine runde Hütte, die später durch eine quadratische Hütte ersetzt wurde. Viele dieser Bauernhöfe sind wahrscheinlich schon in vorrömischer Zeit besiedelt gewesen.

### Wirtschaft
Die Landwirtschaft war sicherlich die wirtschaftliche Grundlage der Civitas. Daneben gibt es Belege für das Töpfereihandwerk. Ein großer Teil der in Viroconium gefundenen Keramik ist anscheinend lokal produziert. Drei Metalle, Blei, Silber und Kupfer, wurden in der Civitas abgebaut. Die Hügel im Südwesten der Shropshire sind schon in römischer Zeit wegen des Galenas aus dem dann Blei und Silber gewonnen wurde, ausgebeutet worden. Da dies im Tagebau geschah und diese Minen bis in das 19. Jahrhundert in Betrieb waren, sind heute so gut wie alle römischen Spuren vernichtet. Immerhin wurden in dieser Gegend fünf Bleibarren gefunden, mit der Aufschrift IMP HADRIANI AUG, neben jeweils einem weiteren Stempel, deren Kurzinschriften jedoch schwer zu interpretieren sind. Trotz dieser Bleibarren dürfte das Hauptinteresse der Silberabbau gewesen sein, während das Blei eher ein Nebenprodukt war. Bei Linley Hill wurden Anlagen ausgegraben, die vielleicht der Silberverarbeitung dienten. In Viroconium wurde Bronze verarbeitet.